# مختلى

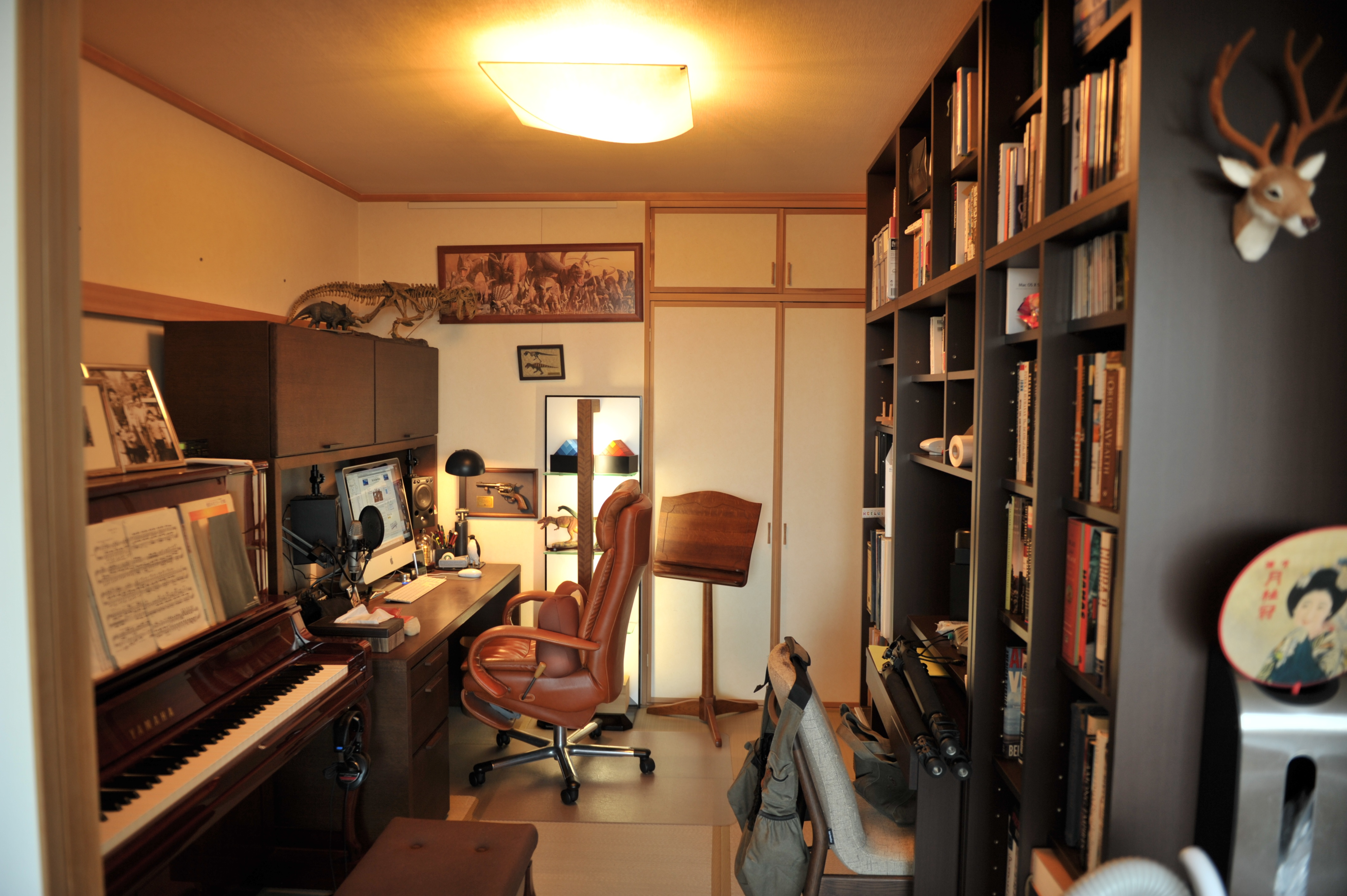
عرين صغير مغارة الرجل يستخدم للدراسة

المُختَلى هو غرفة صغيرة في المنزل حيث يمكن ممارسة الأنشطة على انفراد، ويخلو فيها المرء إلى نفسه للمطالعة أو العمل.